# Guitté
 Guitté  (en bretón Gwitei) es una población y comuna francesa, situada en la región de Bretaña, departamento de Côtes-d'Armor, en el distrito de Dinan y cantón de Caulnes.

## Demografía
| 606 | 611 | 554 | 541 | 524 | 526 |
| Para los censos de 1962 a 1999 la población legal corresponde a la población sin duplicidades (Fuente: INSEE [Consultar]) |     |     |     |     |     |